# Kay Barthel

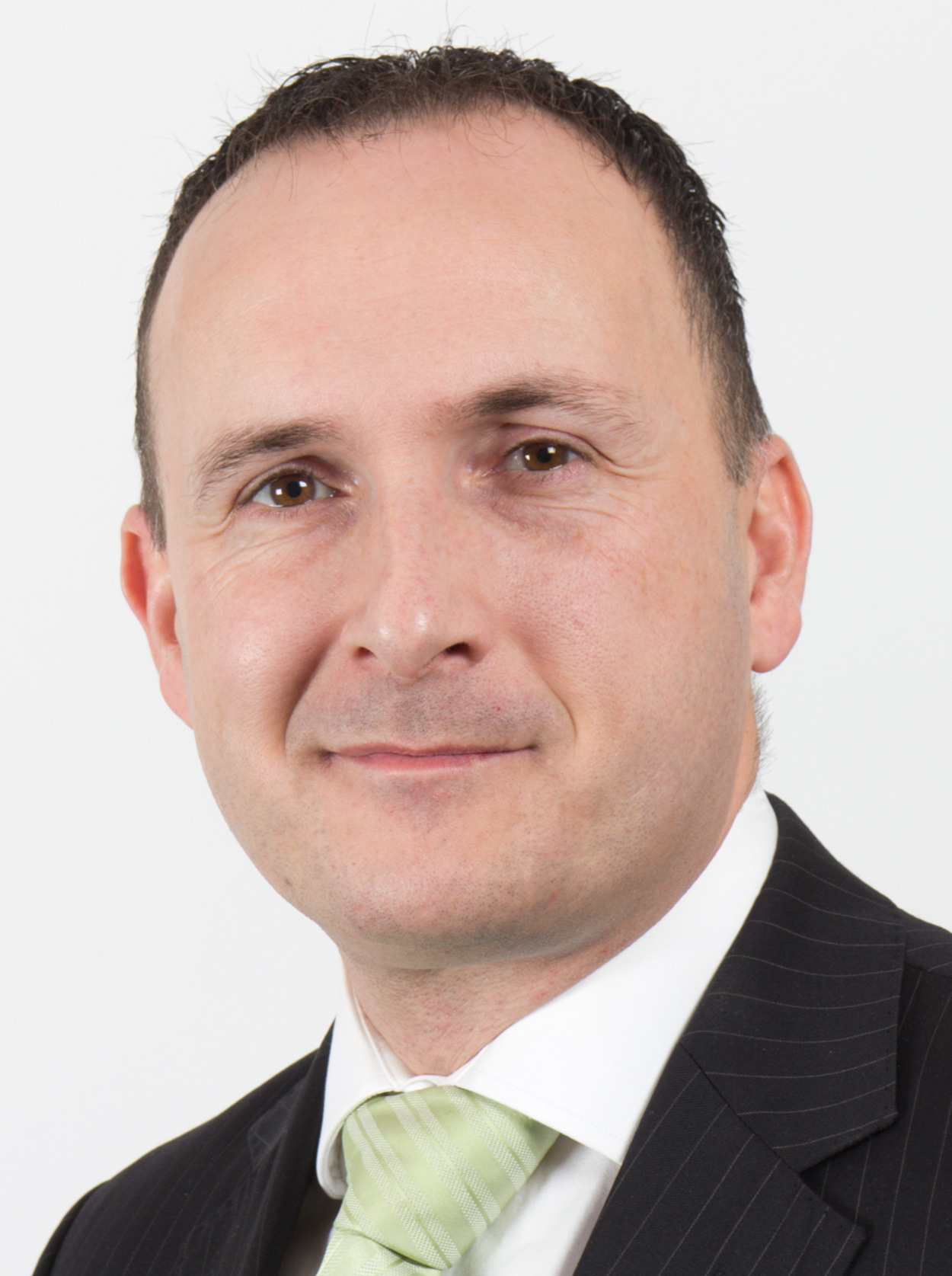
Kay Barthel, 2012

Kay Barthel (* 3. Januar 1971 in Magdeburg) ist ein deutscher Politiker (CDU). Er war von 2011 bis 2015 Mitglied des Landtags von Sachsen-Anhalt. Seit dem 13. April 2015 ist er Präsident des Landesrechnungshofes Sachsen-Anhalt.

## Leben und Beruf
Barthel absolvierte von 1987 bis 1990 eine Berufsausbildung zum Maschinenbauer mit Abitur an der Betriebsberufsschule SKET in Magdeburg. Von 1990 bis 1996 studierte er an der Otto-von-Guericke-Universität in Magdeburg und schloss das Studium als Diplomingenieur ab. Ab 1995 war er bis 2001 als Projektleiter der BSB GmbH Magdeburg tätig und war dann bis 2007 Mitarbeiter bei der Ingenieurkammer Sachsen-Anhalt. Von 2007 bis 2010 war er persönlicher Referent des sachsen-anhaltischen Landesverkehrsministers Karl-Heinz Daehre, im Februar 2010 wurde er Leiter des Ministerbüros im Ministerium für Landesentwicklung und Verkehr. Seit 2011 ist Barthel ehrenamtliches Mitglied im Verkehrsausschuss der IHK Magdeburg.
Er ist seit 1994 verheiratet und Vater zweier Kinder.

## Politik
Barthel trat im Jahr 2003 in die CDU ein. Von 2004 bis 2008 war er Vorsitzender der MIT Bördekreis, seit 2005 ist er Vorsitzender der CDU Sülzetal. 2009 wurde er in den Gemeinderat der Einheitsgemeinde Sülzetal gewählt.
Barthel trat bei der Landtagswahl in Sachsen-Anhalt am 20. März 2011 als Direktkandidat der CDU im Wahlkreis 20 (Wanzleben) an und konnte den Wahlkreis mit 33,6 % der Erststimmen gewinnen. Er war vom 19. April 2011 bis zum 12. April 2015 Abgeordneter des sachsen-anhaltischen Landtags. Der Landtag wählte Barthel im März 2015 in geheimer Wahl mit 74 von 103 abgegebenen Stimmen zum Präsidenten des Landesrechnungshofes Sachsen-Anhalt. Der Präsident des sachsen-anhaltischen Landtages, Detlef Gürth, hat ihm am 13. April 2015 die Ernennungsurkunde überreicht, nachdem er rechtswirksam zum 12. April 2015 sein CDU-Abgeordnetenmandat niedergelegt hatte. Die Amtszeit beträgt zwölf Jahre.